# Česká improvizační liga
Česká improvizační liga (zkráceně improliga) je občanské sdružení spojující české týmy a hráče, kteří se věnují divadelní improvizaci ve formě improvizačních zápasů a ve formách příbuzných.

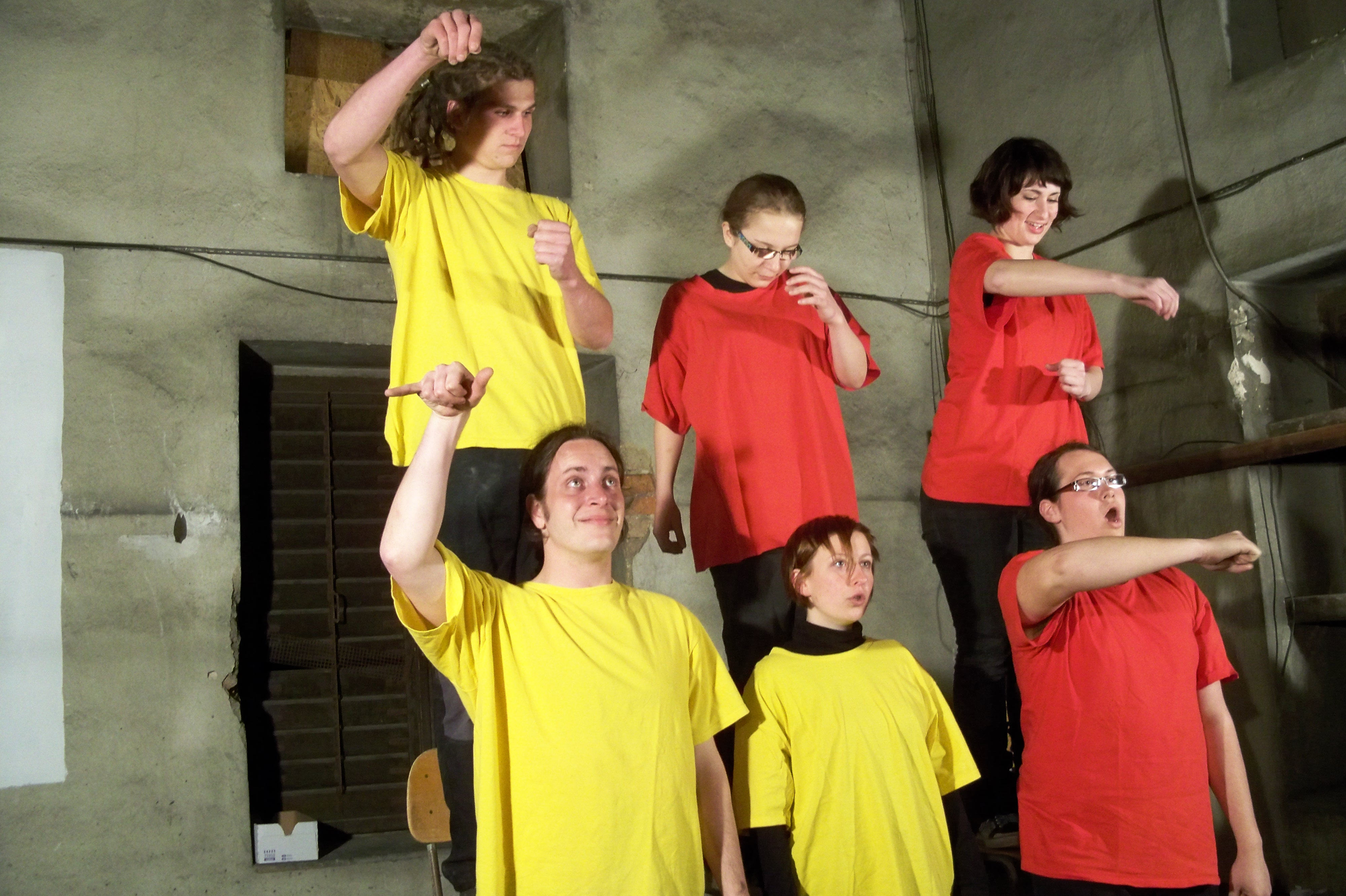
Foto ze zápasu při kategorii loutky

Divadelní improvizace se definuje jako nepřipravený dramatický projev. Při něm diváka baví nejen divadlo samotné, ale i fakt, že vzniká právě teď. Často se improvizace odehrávají na témata navržená diváky, čímž je hlediště zapojeno daleko silněji do hry samotné a zároveň to jaksi potvrzuje skutečnou nepřipravenost scény.

## Improzápas a příbuzné formy

### Zápas v divadelní improvizaci
Zápas je podoba divadelní improvizace založená na převzetí rámce hokejových zápasů. Princip byl vytvořen koncem 70. let ve frankofonním Québecu. V Česku se první zápasy začaly hrát po roce 2000.
Herci (hráči) jsou po čtyřech rozděleni do dvou soupeřících týmů. Pravidlem bývá zastoupení obou pohlaví, věk není rozhodující. Zápas řídí postava rozhodčího a jeho dva pomocníci. Rozhodčí losuje témata od diváků, začíná a ukončuje jednotlivé improvizace a píská hráčům „fauly“, kterých se během improvizace dopustí. Představením provází konferenciér.
Publikum dotváří improvizaci nejen svými tématy, ale i navozuje atmosféru sportovního utkání. Fandí jednomu či druhému týmu. V této formě jsou improvizace dlouhé od 1 do 5 minut. Pro každou improvizaci rozhodčí vybírá kategorii. Což znamená soubor pravidel, kterých se hráči musí držet (při poetické mluví jen ve verších, v kategorii červená knihovna zase děj připomíná zapletenou telenovelu, atd.). Pravidla jednotlivých kategorií má za úkol vysvětlovat konferenciér. Po každé dílčí scénce publikum hlasuje pomocí barevných kartiček pro jeden z týmů.

### Improshow
Improshow je forma divadelní improvizace odvozená od zápasu, využívající pravidel kategorií. Zde však již nesoutěží dva týmy proti sobě. Moderátor vybírá kategorie a skupina improvizátorů následně hraje na téma od diváků. I zde se používají hlasovací kartičky, avšak protože nejsou soupeřící týmy, využívá se hlasování například pro rozhodující změnu v ději improvizace („Vezme si ho?“ Ano - červená karta, Ne - žlutá.). Tato forma umožňuje vznik a použití nových kategorií. V ČR je jejím zakladatelem Nikola Orozovič a skupina Just! Impro.

### Longformy
Formát představení, zaměřený na dlouhodobější vývoj postavy/představení/příběhu.
Zkušení hráči se v těchto představeních více zaměřují na příběh a charakter postav. Na rozdíl od zápasu a improshow je tato forma více vážná a jak již název napovídá, nehledí se délku jednotlivých improvizací.